# Aleksandr Sapeta
Aleksandr Sergeevič Sapeta (in russo Александр Сергеевич Сапета?; traslitterazione anglosassone: Aleksandr Sergeyevich Sapeta; Ėngel's, 28 giugno 1989) è un ex calciatore russo, di ruolo centrocampista.

## Caratteristiche tecniche
È un interno di centrocampo.

## Palmarès

### Club

#### Competizioni nazionali
- Pervenstvo Futbol'noj Nacional'noj Ligi: 1

Dinamo Mosca: 2016-2017